# Treizième circonscription de Budapest
La treizième circonscription de Budapest  est l'une des dix-huit circonscriptions électorales de la capitale hongroise. Elle a été créée lors du redécoupage électoral de 2011 puis est devenue effective lors des élections législatives hongroises de 2014.

## Description géographique et démographique
La circonscription englobe tout le 16e arrondissement et une petite partie du 14e arrondissement.
Selon le recensement de 2011, elle compte 89 006 habitants dont 73 921 adultes (41 208 hommes et 47 798 femmes).

## Députés
Pour voir les députés et les résultats de la première circonscription entre 1990 et 2011, voir l'article sur les anciennes circonscriptions de Budapest.